# 風吹峠
風吹峠（かざふきとうげ、かぜふきとうげ）は、和歌山県岩出市にある峠。標高200m。紀伊国と和泉国を結ぶ根来街道の途中にある。
現在は大阪府道・和歌山県道63号泉佐野岩出線が通っており、交通の要所となっている。近辺には根来寺、道の駅根来さくらの里などがある。